# Liste der Biografien/Tox
Liste der Biografien |
Portal Biografien |
Personensuche
# |
A |
B |
C |
D |
E |
F |
G |
H |
I |
J |
K |
L |
M |
N |
O |
P |
Q |
R |
S |
T |
U |
V |
W |
X |
Y |
Z |
?
 
Ta |
Tc |
Te |
Tf |
Tg |
Th |
Ti |
Tj |
Tk |
Tl |
Tm |
To |
Tq |
Tr |
Ts |
Tu |
Tv |
Tw |
Tx |
Ty |
Tz
 
Toa |
Tob |
Toc |
Tod |
Toe |
Tof |
Tog |
Toh |
Toi |
Toj |
Tok |
Tol |
Tom |
Ton |
Too |
Top |
Toq |
Tor |
Tos |
Tot |
Tou |
Tov |
Tow |
Tox |
Toy |
Toz
Die Liste der Biografien führt alle Personen auf, die in der deutschsprachigen Wikipedia einen Artikel haben. Dieses ist eine Teilliste mit 9 Einträgen von Personen, deren Namen mit den Buchstaben „Tox“ beginnt.

## Tox

### Toxi
- Toxische Pommes, österreichische Satirikerin, Kabarettistin und AutorinToxische Pommes

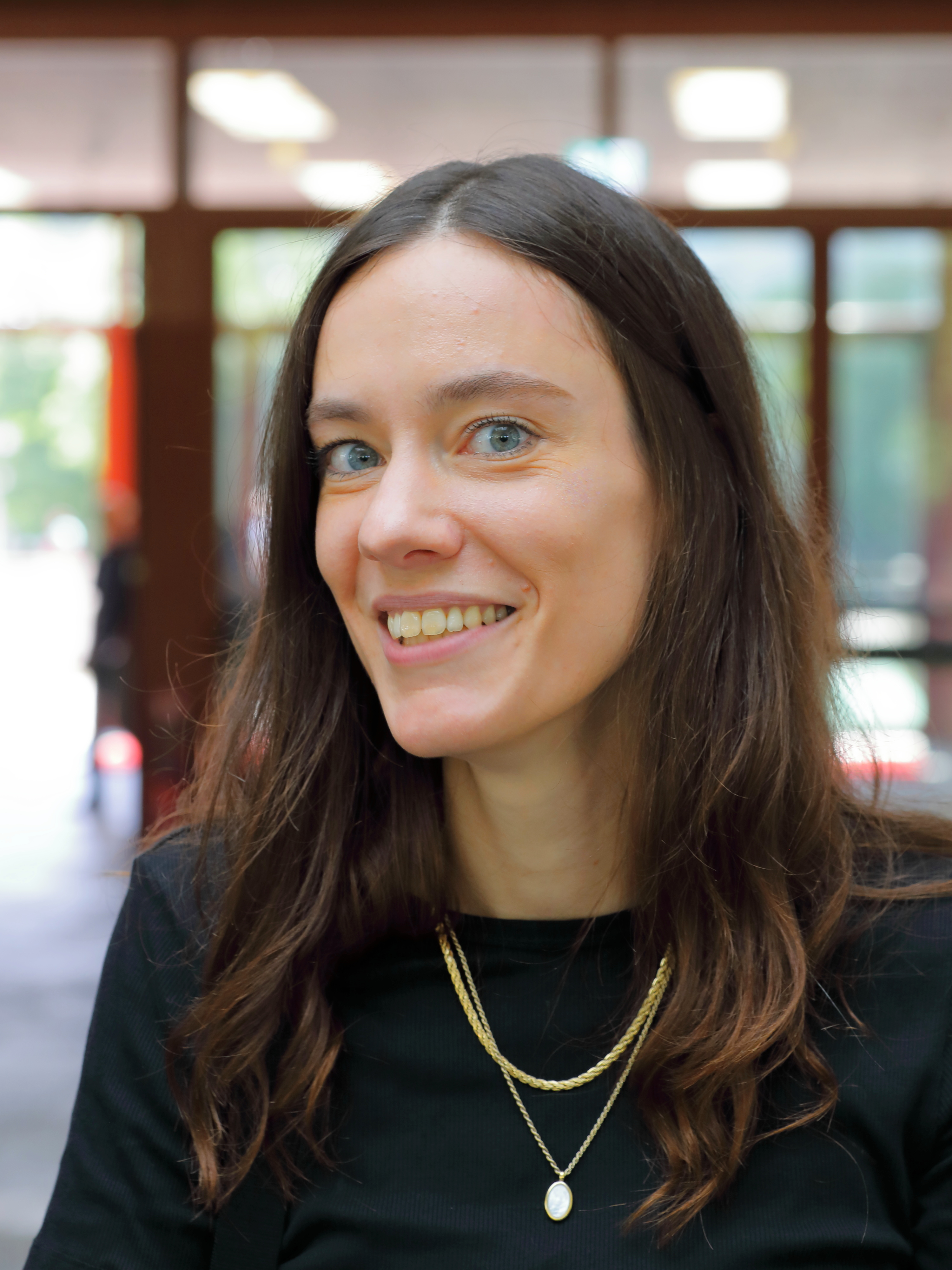
Toxische Pommes

- Toxites, Michael (1514–1581), Dichter, Lehrer, Mediziner und Herausgeber medizinischer und alchemistischer Schriften

### Toxo
- Toxopeus, Edzo (1918–2009), niederländischer Politiker (VVD) und Jurist
- Toxopeus, Jacqueline (* 1964), niederländische Hockeyspielerin
- Toxopeus, Lambertus Johannes (1894–1951), niederländischer Entomologe, Lepidopterologe und Pflanzensammler

### Toxq
- Toxqui, Alfredo (1913–2004), mexikanischer Botschafter
- Toxqui, Alfredo (* 1976), mexikanischer Fußballspieler

### Toxt
- Toʻxtayev, Komiljon (* 1997), usbekischer Skirennläufer

### Toxv
- Toxværd, Laura (* 1977), dänische Jazzmusikerin (Saxophon, Klarinette)